# Pál Joensen
Pál Joensen (ur. 10 grudnia 1990 w Vágur) – reprezentant Wysp Owczych w pływaniu, wicemistrz Europy, specjalista od wyścigów długodystansowych.
Jego trenerem jest Jón Bjarnason.